# Павол Орсаг Хвијездослав
Павол Орсаг Хвијездослав (слч. Pavol Országh Hviezdoslav; Вишни Кубин, 2. фебруар 1849 — Долни Кубин, 8. новембар 1921) је био словачки песник, драматург, преводилац, а једно време и заступник чехословачког парламента.

## Биографија
Рођен је као Павол Орсаг у Вишном Кубину у тадашњој Угарској (данашња Словачка). Његова мајка је била Словакиња, а отац Мађар. Од 1875. као псеудоним користио је име Хвијездослав (Звездослав). До те године користио се и псеудонимом Јозеф Збрански. Рођен је у сиромашној породици. Школу је завршио у Мишколцу и Кежмароку, а дипломирао је право у Прешову (1870).
Умро је у Долном Кубину у тадашњој Чехословачкој (данашња Словачка). Данас готово сваки град у Словачкој носи улицу њему у част.